# DEVIL (B'z專輯)
《DEVIL》是日本音樂組合B'z於2002年4月23日由Being Music Korea在韓國限定發售的迷你專輯（BMCR-0000 (DBKED-0132)）。

## 概要
本作是在韓國限定發售的迷你專輯，在日本國內無販售。
收錄曲為新曲「DEVIL」與過往的4首全英詞歌曲，共計5首歌曲。當時，由於韓國禁止發售以日語作詞之歌曲，而成為了收錄曲全為英語歌詞。除了曲目1以外皆為過往樂曲的重新收錄，此外在官方網站上的「DISCOGRAPHY」中未記載本專輯，因此韓國限定發售這樣的背景，便很容易被誤認為是非官方商品，例如所謂的盜版，但本作是無庸置疑的官方迷你專輯。
唱片封套使用了23rd單曲『Liar! Liar!』發售時的寫真。

## 收錄曲
由於樂曲的解說及商業搭配等在B'z中已解說，因此一部分簡潔解說。
1. (3:35)
本曲是以收錄於11th專輯『ELEVEN』中的「TOKYO DEVIL」的DEMO音源為基礎，變更一部分吉他編曲及曲構成，並將節奏音軌用了電腦編曲（日语：打ち込み）的英語版本。主唱的旋律線，成為了除了將在「TOKYO DEVIL」結尾登場的旋律線轉用為本曲副歌外並添加了新旋律，有多處是如同洋樂般以1個音符乘載1個單詞。這是因為與海外工作人員共同作業的緣故（詳情參見『ELEVEN（日语：ELEVEN (アルバム)）』）。
在日本國內所販售的收錄了本曲的專輯，有2002年發售的『2002 FIFA World Cup Official Album Songs of KOREA/JAPAN（日语：2002 FIFA ワールドカップ公式アルバム#コリア・ジャパン盤収録曲）』，並直至在粉絲票選排行第14位[1]，而被收錄於2008年發售的精選輯『B'z The Best "ULTRA Treasure"』為止，未收錄於任何在日本的B'z相關作品中。
在演唱會上是於發行當年舉行的『B'z LIVE-GYM 2002 GREEN 〜GO★FIGHT★WIN〜』與『B'z LIVE-GYM 2002 "Rock n' California Roll"』上首次披露，之後於2006年9月1日舉行的『B'z NETWORK LIVE in Japan』上睽違約4年演奏[2]。
2. (4:12)
20th單曲。本曲的專輯收錄除了本作以外還有『B'z The Best "Treasure"』與『B'z The Best XXV 1988-1998』。
3. (4:18)
2nd迷你專輯『WICKED BEAT』收錄曲。1st迷你專輯『BAD COMMUNICATION』標題曲的全英詞版本。
在本作中收錄了收錄於精選輯『B'z The Best "Pleasure"』中的短版本。
4. (5:08)
7th專輯『The 7th Blues』收錄曲。1st單曲（所以請放開那隻手）的Coupling曲（連心靈亦會濕潤的曲目 ～stay tonight～）的全英詞改編版本。
5. (6:09)
7th專輯『The 7th Blues』收錄曲。8th單曲「LADY NAVIGATION」的全英詞改編版本。

## 製作人員
- 松本孝弘：吉他、全曲作曲・編曲
- 稻葉浩志：主唱、和聲、全曲作詞、編曲
- 明石昌夫：貝斯、Manipulator（日语：マニピュレーター）、編曲
- Tony Franklin（英语：Tony Franklin）：貝斯
- 青山純（日语：青山純）：爵士鼓
- Gregg Bissonette（英语：Gregg Bissonette）：爵士鼓
- JOSEPH MICHAEL SZEIBERT：鍵盤
- 增田隆宣：哈蒙德風琴（英语：Hammond organ）
- 小野塚晃（日语：小野塚晃）（DIMENSION）：鋼琴
- SKA-PARA HORNS（東京斯卡樂園）
  - 名古屋君義（現・NARGO）：小號
  - 北原雅彦：長號
  - 冷牟田竜之：女低音薩克斯風
  - GAMOU（現・GAMO）：男高音薩克斯風
  - 谷中敦（日语：谷中敦）：男中音薩克斯風
- IKKIES：和聲
- 生澤佑一（日语：生沢佑一）：和聲
- エイミー：Voice

## 演唱會影像作品
關於單曲參見各作品條目。
- a BEAUTIFUL REEL. B'z LIVE-GYM 2002 GREEN 〜GO★FIGHT★WIN〜
- B'z LIVE in なんば
- B'z LIVE in なんば 2006 & B'z SHOWCASE 2007 -19- at Zepp Tokyo（日语：B'z LIVE in なんば 2006 & B'z SHOWCASE 2007 -19- at Zepp Tokyo）

## 備考
在背面的著作權中記載了Ⓟ&Ⓒ GIZA USA INC.Released by Being Music Korea Co.Ltd.，由此可知是由GIZA USA INC.（與Mai K.等相同）發售。

## 腳註

### 出典
1. ↑  . BARKS (JAPAN MUSIC NETWORK). 2008-07-16  [2019-11-23]. （原始内容存档于2020-06-14）.
2. ↑  . BARKS (JAPAN MUSIC NETWORK). 2007-12-26  [2020-08-09]. （原始内容存档于2015-05-30）.